# Bandera de Cantabria
La bandera de Cantabria queda establecida en el propio texto de su Estatuto de Autonomía. Está formada por dos franjas horizontales de igual anchura, siendo blanca la superior y roja la inferior, con el escudo de la comunidad situado en su centro geométrico.

«La bandera propia de Cantabria es la formada por dos franjas horizontales de igual anchura, blanca la superior y roja la inferior».
Artículo 3 del Estatuto de Autonomía de Cantabria. 1981.

El escudo se definió en la Ley de la Asamblea Regional aprobada el 22 de diciembre de 1984.

## Historia
Cuando, por Real Orden de 30 de julio de 1845, se asignaron las banderas que corresponderían a las diferentes matrículas de las provincias marítimas de España, todas ellas recibieron como contraseña diseños aleatorios en los colores azul, rojo, amarillo y blanco. Algunos autores defienden que no fue así para la provincia marítima de Santander, a la que se respetó su bandera blanca y roja. Según las tesis de los historiadores que apoyaron la asunción de la enseña blanquirroja de la provincia marítima de Santander por la comunidad autónoma de Cantabria, su contraseña es la única en España anterior a la Real Orden de 30 de julio de 1845 que respetó su bandera blanca y roja empleada al menos desde el siglo XVIII por barcos y tropas cántabras. Sin embargo, no existe unanimidad al respecto ya que las evidencias aportadas sobre su uso antes de la Real Orden han sido refutadas por diversos autores con posterioridad.
En cualquier caso, la bandera fue ampliamente asumida como emblema en la región, hasta el punto que la propia ciudad de Santander, que poseía bandera propia blanca y azul, llegó a sustituirla por la de la matrícula marítima hasta que en la segunda década del siglo XX un informe de Fresnedo de la Calzada propicia un deslinde de los campos, pasándose a usar la blanquiazul para la capital y la blanquirroja por la entonces diputación provincial; siendo posteriormente asumida por la comunidad autónoma de Cantabria.
En el año 2016, atendiendo a las reivindicaciones de diversos colectivos tanto sociales como políticos, se reconoció oficialmente como símbolo representativo e identitario del pueblo cántabro una segunda bandera que había sido desestimada en el proceso autonómico, el lábaro cántabro.

Recreación contemporánea del lábaro cántabro

## Posibles orígenes
El historiador José Luis Casado Soto defendía que desde el siglo XVIII los barcos cántabros ondeaban la bandera blanquirroja, tal y como queda reflejado en el título de ciudad a Santander en 1755. Asimismo, el pendón aparece representado en un cuadro del pintor santanderino José Vallespín, sobre la famosa batalla de Vargas que tuvo lugar el 3 de noviembre de 1833 durante la Primera Guerra Carlista.
Ese día tropas realistas venidas de Santander lograron detener el avance del bando carlista, perdiendo éstas la oportunidad de hacerse fuerte en el norte peninsular y posiblemente variar sustancialmente el rumbo de la historia del país. En el lienzo se observa cómo un grupo de soldados isabelinos de las milicias urbanas de la ciudad atacan a las fuerzas del pretendiente al trono de España portando gallardetes blanquirrojos, lo que hace suponer que para entonces la actual bandera de Cantabria ya había trascendido de su ámbito marítimo originario.

Escudo de la antigua Diputación Provincial de Santander con la bandera rojiblanca en su escusón central

Existe otro testimonio del uso del estandarte en un cuadro que representa una barricada en Cuatro Caminos durante la Revolución de 1868, en el que el pueblo alzado en armas contra la reina Isabel II hace frente tras la bandera blanca y roja al avance de las tropas del general Eusebio Calonge venidas de Valladolid. Este cuadro, obra del pintor Esteban Aparicio, y dedicado al militar revolucionario Salvador Damato, pertenece a la colección de la familia García-Oliva, de Santander.
Otras fuentes señalan que el cuadro de José Vallespín sobre la batalla de Vargas, que sería la primera prueba de la utilización de la bandera blanquirroja fuera de su ámbito marítimo original, no es clarificador, dado que presenta errores graves en la representación de los atuendos y enseñas militares de ambos contendientes. El autor reproduciría la vestimenta contemporánea a la época posterior en que pinta el lienzo, la cual no se correspondería con la fecha del enfrentamiento. Asimismo, se señala que tampoco serviría para acreditar la utilización de la bandera rojiblanca, ya que este adorno era muy corriente entre los cuerpos de lanceros, o de otras unidades montadas que eventualmente podían utilizar lanzas en combate, al menos desde las guerras napoleónicas.

## Otras banderas históricas

Bandera real de Ramiro I (842-850),[8] descendiente directo de Pedro de Cantabria
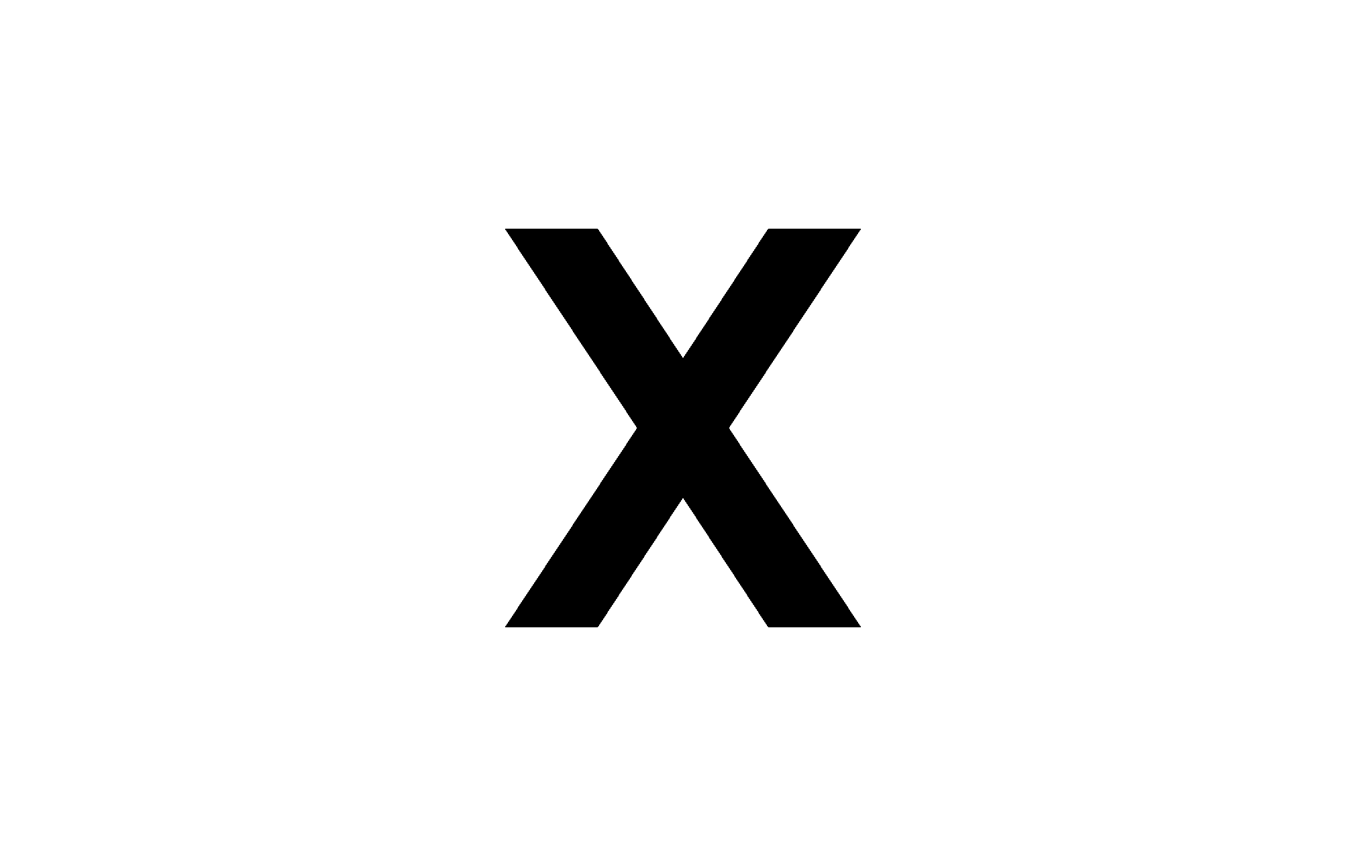
Interpretación moderna del lábaro cántabro (c. 1703)
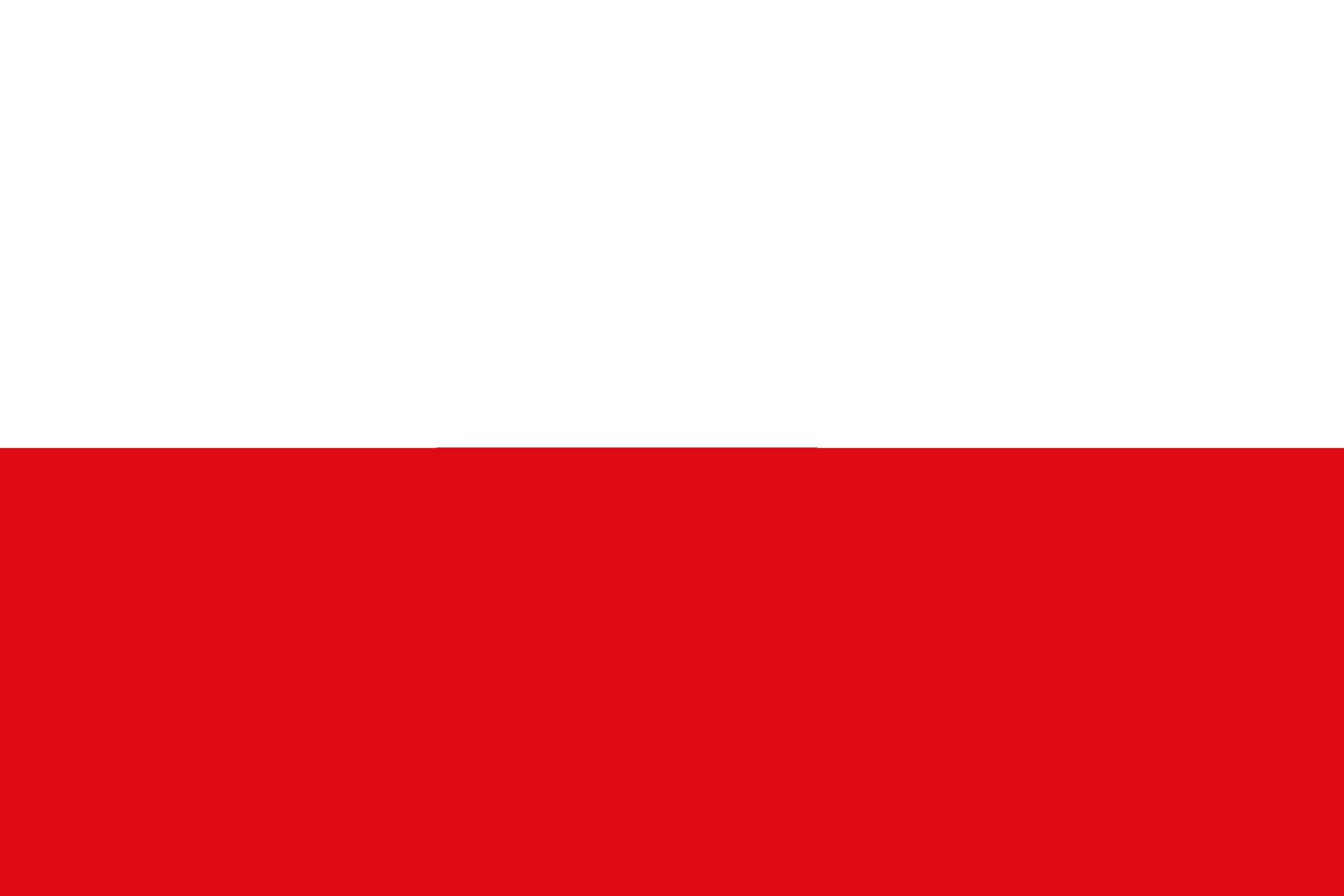
Contraseña de la provincia marítima de Santander (siglo XVIII-actualidad; oficial desde 1845)
Bandera de un batallón de la División Cántabra en 1809,[9] con el lábaro cántabro en sus esquinas[10]
Bandera de Cantabria con el escudo de la antigua Diputación Provincial de Santander, empleada ocasionalmente de manera informal hasta la aprobación del escudo autonómico en 1984
Versión alternativa del lábaro, con dos cenefas y una circunferencia rodeando los cuatro crecientes lunares de Barros
Bandera de ADIC, propuesta en la transición como bandera oficial de Cantabria junto al lábaro y la bandera rojiblanca actual